# Bedford (Virginia)
Bedford (oficialmente como City of Bedford), fundada en ¿?, es una de las 39 ciudades independientes del estado estadounidense de Virginia. En el año 2000, la ciudad tenía una población de 6,299 habitantes y una densidad poblacional de 353 personas por km². Bedford forma parte del área metropolitana de Lynchburg. Bedford a pesar de ser una ciudad independiente, funciona como la sede de condado del condado de Bedford.

## Geografía
Según la Oficina del Censo, la ciudad tiene un área total de 17,9 km² (6,9 mi²), de la cual 17,8 km² (6,9 mi²) es tierra y 0 km² (0 mi²) (0.0%) es agua.

## Demografía
Según la Oficina del Censo en 2000, los ingresos medios por hogar en el condado eran de $28,792, y los ingresos medios por familia eran $35,023. Los hombres tenían unos ingresos medios de $28,668 frente a los $18,065 para las mujeres. La renta per cápita para el condado era de $15,423. Alrededor del 19.7% de la población estaban por debajo del umbral de pobreza.

## Ciudades hermanas
- Ivybridge, Inglaterra